# Out of Control: Live from the O2
Out of Control: Live from the O2 è un album live del gruppo musicale pop britannico Girls Aloud, pubblicato il 5 ottobre 2009 dall'etichetta discografica Fascination.
L'album è stato registrato a Londra, al The O2 Arena, durante una tappa del tour Out of Control del gruppo, che è stato quasi interamente inserito nel disco ad eccezione di poche parti.

## Tracce
1. The Promise – 5:17 (Miranda Cooper, Brian Higgins, Jason Resch, Kieran Jones, Carla Marie Williams)
2. Love Is the Key – 4:17 (Girls Aloud, Miranda Cooper, Brian Higgins, Tim Powell)
3. Biology – 3:24 (Miranda Cooper, Brian Higgins, Tim Powell, Lisa Cowling, Giselle Sommerville)
4. Miss You Bow Wow – 4:07 (Girls Aloud, Miranda Cooper, Brian Higgins, Tim Powell, Lisa Cowling, Owen Parker, Toby Scott, Myra Boyle)
5. The Loving Kind – 3:59 (Miranda Cooper, Brian Higgins, Tim Powell, Neil Tennant, Chris Lowe)
6. Waiting – 4:14 (Miranda Cooper, Brian Higgins, Lisa Cowling, Shawn Lee, Paul Woods, Tim "Rolf" Larcombe)
7. Love Machine – 4:09 (Miranda Cooper, Brian Higgins, Tim Powell, Lisa Cowling, Nick Coler, Myra Boyle, Shawn Lee)
8. Rolling Back the Rivers in Time – 4:29 (Miranda Cooper, Brian Higgins, Carla Marie Williams, Tim Powell)
9. Untouchable – 6:57 (Miranda Cooper, Brian Higgins, Tim Powell, Matt Gray)
10. Sexy! No No No... – 3:49 (Girls Aloud, Xenomania, Nazareth)
11. Broken Strings – 4:19 (Fraser T. Smith, Nina Woodford)
12. Love Is Pain – 3:27 (Miranda Cooper, Brian Higgins, Carla Marie Williams)
13. Call the Shots – 4:38 (Miranda Cooper, Brian Higgins, Tim Powell, Giselle Sommerville, Lisa Cowling)
14. Revolution in the Head – 4:52 (Girls Aloud, Miranda Cooper, Brian Higgins, Carla Marie Williams, Tim Powell, Owen Parker)
15. Sound of the Underground – 4:03 (Miranda Cooper, Brian Higgins, Niara Scarlett, Xenomania)
16. Fix Me Up – 2:38 (Miranda Cooper, Brian Higgins, Jason Resch, Kieran Jones, Carla Marie Williams, Tim Powell)
17. Womanizer – 3:51 (Nikesha Briscoe, Rafael Akinyemi)
18. Something Kinda Ooooh – 5:52 (Miranda Cooper, Brian Higgins, Tim Powell, Nick Coler, Giselle Sommerville, Jody Lei)